# Privatizace práva
Privatizace práva (civilizace práva) je jevem, kdy v rámci legislativního vývoje dochází k pronikání soukromoprávních (civilněprávních) prvků do veřejnoprávních institutů. Privatizace je „liberalizační“ tendencí v historickém vývoji právních úprav. Bývá interpretována jako doklad nedostatečnosti teoretické konstrukce dualismu soukromého a veřejného práva.
Příkladem zásadní privatizace velkého celku norem je nahrazení hospodářského práva právem obchodním v Československu v roce 1992.
Protisměrným (a v praxi častějším) jevem je publicizace práva.